# 山科川
山科川（やましながわ）は、京都府を流れる淀川水系淀川（宇治川）の1次支川で一級河川。流路延長は11.905km。流域面積は52.0km2。

## 地理
京都市伏見区醍醐陀羅谷の千頭岳付近に源を発し、伏見区と山科区の境界に沿って西流、牛尾山法厳寺（牛尾観音）付近で北流し、しばらくは山中を蛇行して流れる。山科盆地に至ると西流し、名神高速道路・新奈良街道をくぐり、京都市立大塚小学校・京都市立音羽中学校の北側を西に進み、国道1号五条バイパスを経て京都市立音羽川小学校の南を抜けて地下鉄東西線東野駅の北側で京都外環状線を越え、本願寺山科別院付近から南西に向きを変える。五条バイパス、東海道新幹線との交差部北側で「四宮川」を合流、交差部南側で「安祥寺川」を合流し、京都市立山科中学校の西側を南下、新十条通と椥辻橋で交差して山科区の中央部を南へ流れ、名神高速道路の北側・京都市立勧修中学校の西で「旧安祥寺川」と合流、合流点の北側一帯が「勧修寺公園」として整備されている。名神高速道路の南側に位置する山科区勧修寺東出町に「勧修寺雨量・水位観測所」が整備され、山科川の水位を24時間観測している。そして再び伏見区に入り、地下鉄東西線石田駅の西側で「合場川」と合流したのち、京都市立石田小学校・石田水環境保全センター（下水処理場）の西側を進み、そこからは山科川が京都市伏見区小栗栖と宇治市六地蔵との境界線となる。
京都外環状線の新六地蔵橋から北側を見て向かって右側の「六地蔵総合病院」は宇治市で、左側奥のショッピングセンター（MOMOテラス）は京都市伏見区桃山町山ノ下になる。中央奥に見える白い建物が2013年（平成25年）の台風第18号で操作ミスから排水ポンプが停止して小栗栖団地に内水氾濫を起こした排水ポンプ場（小栗栖排水機場）である。新六地蔵橋の下流に位置するJR奈良線、六地蔵橋、京阪宇治線の各橋梁をくぐり、西に向きを変えて伏見区内を京阪宇治線の南側を並行するように流れ、桃山南口駅の西側、伏見区桃山与五郎町と桃山町伊賀の境で一級河川宇治川に合流する。
なお、一級河川「山科川」の上流端（起点）は山科区大塚向畑町で、それより上流は京都市が管理する準用河川「山科音羽川」（流路延長：4900m）と河川名が異なるため、地理院地図等でも河川名を分けて表記している。

### 支流
- 四宮川：四ノ宮川とも記す。大津市大谷町から同市追分町を西流し、山科区四ノ宮河原町付近で藤尾川を合流して竹鼻を抜け、音羽から京都外環状線を越えて東野へ至り、京都市立山階小学校の南側で山科川へ合流する。
- 安祥寺川：山科区安朱東谷から山科駅の北側に位置する毘沙門堂付近を経て、京都府立洛東高等学校の東で琵琶湖疏水をアンダーパスして京都市立安朱小学校の西側を南下、安朱山田で西に振り、山科駅の北側を西へ進んで東海道本線・京阪京津線の下をくぐり、旧三条通（東海道）・三条通（府道四ノ宮四ツ塚線）・渋谷街道を一直線に南下する。なお渋谷街道と今屋敷橋の間は東側に並行している市道の道幅が狭く、近隣には京都市立安祥寺中学校・地元資本のスーパーマーケットやDIYショップ・服飾量販店が有るため、京都府と京都市が協調して川の上の東側に幅2mの歩道が覆っている。そして市道と別れ京都市立山階小学校の西側を通過して五条バイパス、東海道新幹線をくぐったところで山科川に合流する。なお四宮川と安祥寺川が山科川に合流する下流地点で、2020年（令和2年）現在、京都府事業で河川改修工事（護岸補強工事）が行われている。左岸は2019年度（令和元年度）に完成、右岸は2020年度（令和2年度）に施工予定[10]。
- 旧安祥寺川：天智天皇陵の北西に位置する山科区御陵黒岩付近から御陵山ノ谷などを経て南下、三条通を越えて東海道本線をくぐったところで一度西へ向かう。なお、東海道本線の北側に並行して京都市事業で暗渠のバイパストンネルが建設され、2019年（平成31年）3月に完成している[10][11]。山科変電所の西側で南下して京都市立西野小学校の南で五条バイパス・東海道新幹線をくぐり、東野竹田で竹田川を合流して南南西へ、西野山中臣町で西野山川を合流して新十条通を越えて東南に向きを変え、醍醐道（府道118号勧修寺今熊野線）をくぐり、勧修寺公園の南、名神高速道路の北側で山科川に合流する。
  - 竹田川：旧安祥寺川の東を流れる支流で、西野岸ノ下で西にクランクして南下、五条バイパス、東海道新幹線を越えて西野大鳥居町の民間住宅団地の中を抜けて西に振り、東野竹田で旧安祥寺川に合流する。1999年（平成11年）、2004年（平成16年）に豪雨による浸水被害が発生したため、2011年度（平成23年度）から京都市事業で五条バイパスの南から旧安祥寺川との合流部にかけて河川改修工事を進めている[10]。
  - 西野山川：東海道新幹線の東山トンネル横の東山変電所付近から南へ清水焼団地の中を通り、新大石道（市道185号勧修寺日ノ岡線）を越え南東へ進む。京都市立百々小学校を縦断して南へ抜け、市道沿いに東へ進んで花山稲荷神社の西側で南へ向きを変え、西野山川支川を合流して旧安祥寺川へそそぐ。2020年（令和2年）現在、京都市事業で「百々小学校から南へ、支川へ抜けるバイパス地下水路」を建設中。併せて支川との合流部から旧安祥寺川の合流部までの護岸工事を実施中[10]。
  - 西野山川支川：西野山川本川からバイパス水路の排水口が造られるため、新大石道から本川合流部までの護岸工事が実施されている[10]。
- 高川：伏見区小野から西に流れ、地下鉄東西線小野駅の西側、勧修寺橋の南で山科川に合流する。
- 天田川：小野小町ゆかりの随心院の南を西へ流れ、山科川に合流する。
- 大日川：大岩街道の南、山科区大日より東に流れ、風呂尻公園の南側で山科川に合流する。
- 万千代川：醍醐寺の境内南端から西へ流れ、池田ポンプ場の西側で山科川に合流する。
- 柳戸川：伏見区日野から醍醐南市営住宅の北を回り、醍醐合場町付近を暗渠で抜け、京都外環状線を越えて市営大受団地の北側で山科川に合流する。
- 合場川：伏見区日野から西北へ流れ、京都市立春日野小学校の北西で日野川を合流し、奈良街道と新奈良街道の合場橋交差点付近で西へ向かい、地下鉄東西線石田駅の北側で京都外環状線を抜け、京都市立石田小学校の北東で山科川に合流する。
- 堂の川：宇治市須留集会所付近から西へ流れ、京都府立東宇治高等学校の南側を北西に向かい、宇治市立木幡小学校の南側付近で南西に向きを変え、府道7号京都宇治線付近で西へ向きを変え、JR奈良線・京阪宇治線を経て木幡池へそそぐ。そこから大島排水機場（大島樋門）を経て山科川に合流する。

## 歴史
山科川が現在のように京都市伏見区桃山与五郎町と桃山町伊賀の境で宇治川に合流するようにされたのは昭和になってからで、それまでは豊臣秀吉による宇治川と巨椋池の分離を図った太閤堤（槇島堤）が造られた結果、対岸の六地蔵村・木幡周辺は旧水域が拡大し、木幡池をはじめ西ガ池・奈良町池などの沼や湿地が広がる排水不良地で、山科川も木幡池に流れていた。
その結果、1917年（大正6年）9月‐10月の「大正大洪水」で被災、これを受けて大規模な河川改修が行われたが、1934年（昭和9年）9月の室戸台風、翌1935年（昭和10年）6月と8月の京都大水害、1953年（昭和28年）9月の台風13号、1959年（昭和34年）8月13日の豪雨、1961年（昭和36年）9月の第2室戸台風、1965年（昭和40年）9月の台風24号などでは、溢れた宇治川からの逆流や、盆地特有の低地に水が集中して木幡池は溢れ、醍醐石田から六地蔵地区・宇治川合流部にかけて浸水する水害が多発した。1953年（昭和28年）の南山城水害と台風13号の被害を受けての水害対策「淀川水系改修基本計画」で天ヶ瀬ダムの建設と宇治川・山科川の堤防建設と強化、京阪六地蔵駅の堤防上への移設、排水ポンプ場の設置などでようやく水害対策が完了した。
しかし、特別警報の発令された2013年（平成25年）9月の台風18号では、支流の安祥寺川が越流して地下鉄東西線の京阪京津線乗り入れ口から推計15,600トンの濁流が流れ込んで御陵駅構内が浸水し、東西線が3日間不通になった。下流の小栗栖団地では排水ポンプが停止して内水氾濫が発生、最大水深2mの浸水による家屋250件以上の床上・床下浸水と約270台の駐車車両の浸水被害が発生した。